# Ahimsa (U2 & A.R. Rahman)
Ahimsa is een nummer uit 2019 van de Ierse rockband U2 en de Indiase muzikant A.R. Rahman.
Het nummer kent Indiase invloeden. Het idee om het nummer op te nemen ontstond toen U2 in september 2019 aankondigde in december van dat jaar voor het eerst in India op te treden. Het woord 'ahimsa' komt uit het Oud-Indiaas en staat voor 'geweldloosheid'. In de Indiase variant van muziekmagazine Rolling Stone legt A.R. Rahman uit waar het concept van de track voor staat: "Soms moeten we mensen herinneren aan liefde, aan 'ahimsa'. Er is veel moed voor nodig om geen geweld te gebruiken. Dat kost veel kracht. Het is geen zwakte", aldus de componist.
"Ahimsa" wist in Nederland geen hitlijsten te bereikten, maar werd wel een klein hitje in Vlaanderen, waar het de 10e positie bereikte in de Tipparade.